# Gervase Markham

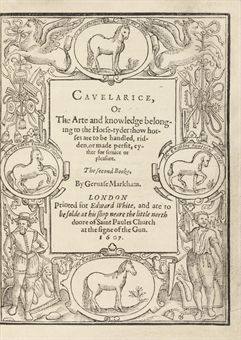
Cavelarice (1607)

Gervase Markham (* um 1568 in Cottam in Nottinghamshire; † 3. Februar 1637 in London) war ein englischer Schriftsteller und Übersetzer.

## Leben
Gervase (auch die Schreibung „Jervis“ kommt vor) diente als Soldat in den Niederlanden und in Irland, ehe er sich ab etwa 1593 dem Schreiben widmete. Robert Gittings nahm an, dass sich hinter dem Rivalen, auf den viele Sonette William Shakespeares anspielen, Gervase Markham verbarg. Ferner hielt Gittings Markham für das Urbild des Don Armado in Love’s Labour’s Lost. Er führte dies in seinem Werk Shakespeare's Rival von 1960 aus.

## Werke
Angeblich importierte Gervase Markham das erste arabische Pferd nach England. Er verfasste neben The Discourse of Horsemanshippe (1593) noch weitere Bücher über Pferdedressur: In Cavelarice widmete er ein Kapitel einem der bekanntesten Pferde seiner Zeit, Marocco, bzw. dessen Abrichtung. Ferner verfasste er The Compleat Horseman und Markham's Master-Piece. Containing All Knowledge Belonging to the Smith, Farrier, or Horse-Leach, Touching the Curing All Diseases in Horses.
Sein Werk The English Housewife wurde, herausgegeben von Michael R. Best, in einer Ausgabe der McGill-Queens University Press 1994 neu aufgelegt. In A Way to Get Wealth befasste er sich mit Agri- und Hortikultur.
Weitere Werke von Gervase Markham:
- The English Husbandman (Der englische Landmann)[5]
- A Health to the Gentlemanly Profession of Servingmen
- The Last Fight of 'The Revenge' on Sea
- The Dumbe Knight
- The True Tragedy of Herod and Antipater
- The Teares of the Beloved
- Marie Magdalenes Teares

## Übersetzungen
- Charles Estienne/Jean Liébault, "La Maison Rustique" als "The Countrie Farm", London 1616.